# Trotte Månsson (Eka)
Trotte Månsson (Eka), död 20 mars 1512, var ett svenskt riksråd, riddare och ståthållare.

## Biografi
Trotte Månsson (Eka) var son till riksrådet Måns Karlsson (Eka) och Sigrid Eskilsdotter (Banér). Månsson var senast verksam under Sten Sture den äldres tid. Han blev senast 1504 riddare och riksråd. År 1505 dömdes Månsson och svågern Erik Johansson (Vasa) för majestätsbrott mot kung Hans. Månsson blev senast 1506 ståthållare på Stegeborgs slott, Stegeborgs län. Han avled 20 mars 1512.

### Familj
Månsson gifte sig 1510 med Märta Bengtsdotter (Ulv) (död 1527). Hon var dotter till väpnaren Bengt Arendsson (Ulv) och Kerstin Davidsdotter (Oxenstierna). Efter Månssons död gifte Märta Bengtsdotter (Ulv) om sig med hövitsmannen Åke Jöransson (Tott).